# Histioea excreta
Histioea excreta là một loài bướm đêm thuộc phân họ Arctiinae, họ Erebidae.